# Ceasul aducerii-aminte
Ceasul aducerii-aminte este albumul de debut al formației românești de folk metal Bucovina, lansat în anul 2006. 

## Context și înregistrare
Deși fondată în anul 2000 de Florin „Crivăț” Țibu și Bogdan „Vifor” Mihu, perioada 2002–2005 a fost una marcată de „modificări de componență nedorite”, incluzând și o pauză din activitate odată cu mutarea chitaristului de atunci, Bogdan Luparu, în alt oraș; în această perioadă, Țibu și Mihu au început un proiect separat numit Venă Cavă.
Odată cu revenirea lui Luparu, Ceasul aducerii-aminte a fost lansat în anul 2006, fiind o compilație cu cele mai bune piese înregistrate în perioada de început a formației. Piesele „Sunt munți și păduri”, „Năpraznică goană”, „Bucovina, inima mea” și „Vinterdoden” au fost compuse în a doua jumătate a anilor 1990 și începutul anilor 2000. Comparând albumul de debut cu următorul lor material discografic, EP-ul Duh (2010), Țibu a accentuat diferența de calitate a producției: „Ceasul e tras într-o sufragerie, exceptând tobele, trase la (studioul) Glas Transilvan, în Cluj. Duh e tras cu echipamente infinit mai performante (...)”.

## Lista pieselor
| Nr.             | Titlu                                | Lungime |  |
| 1.              | „Valea plângerii”                    | 1:58    |  |
| 2.              | „Sunt munți și păduri”               | 4:03    |  |
| 3.              | „Luna preste vârfuri”                | 4:36    |  |
| 4.              | „Strașnic neamul meu”                | 4:41    |  |
| 5.              | „Țara de dincolo de vârfuri de brad” | 4:24    |  |
| 6.              | „Năpraznica goană”                   | 4:29    |  |
| 7.              | „Vinterdoden”                        | 5:25    |  |
| 8.              | „Bucovina, inima mea”                | 3:25    |  |
| Lungime totală: | Lungime totală:                      | 33:01   |  |